# Eugénio Katombi
Eugénio Katombi (ur. 10 marca 1958) – angolski lekkoatleta specjalizujący się w biegach średniodystansowych.
Olimpijczyk z Seulu (1988). Udział w igrzyskach zakończył na etapie eliminacji biegu na 1500 metrów.

## Rezultaty
| Rok  | Impreza              | Miejsce | Konkurencja    | Pozycja    | Wynik   |
| ---- | -------------------- | ------- | -------------- | ---------- | ------- |
| 1988 | Igrzyska olimpijskie | Seul    | bieg na 1500 m | eliminacje | 3:54,25 |

## Rekordy życiowe
- bieg na 1500 metrów – 3:54,25 (29 września 1988, Seul)